# Giambattista Toderini

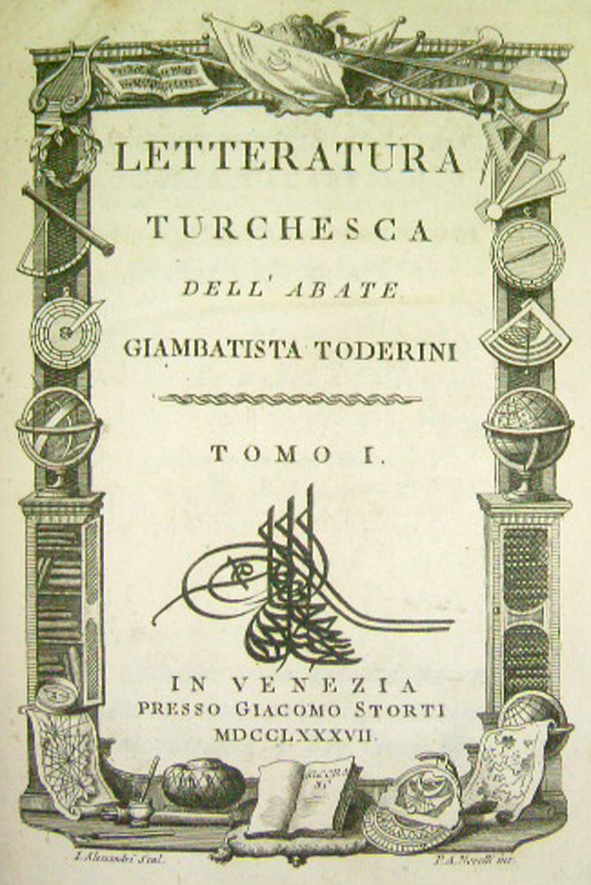
Frontespizio della Letteratura turchesca

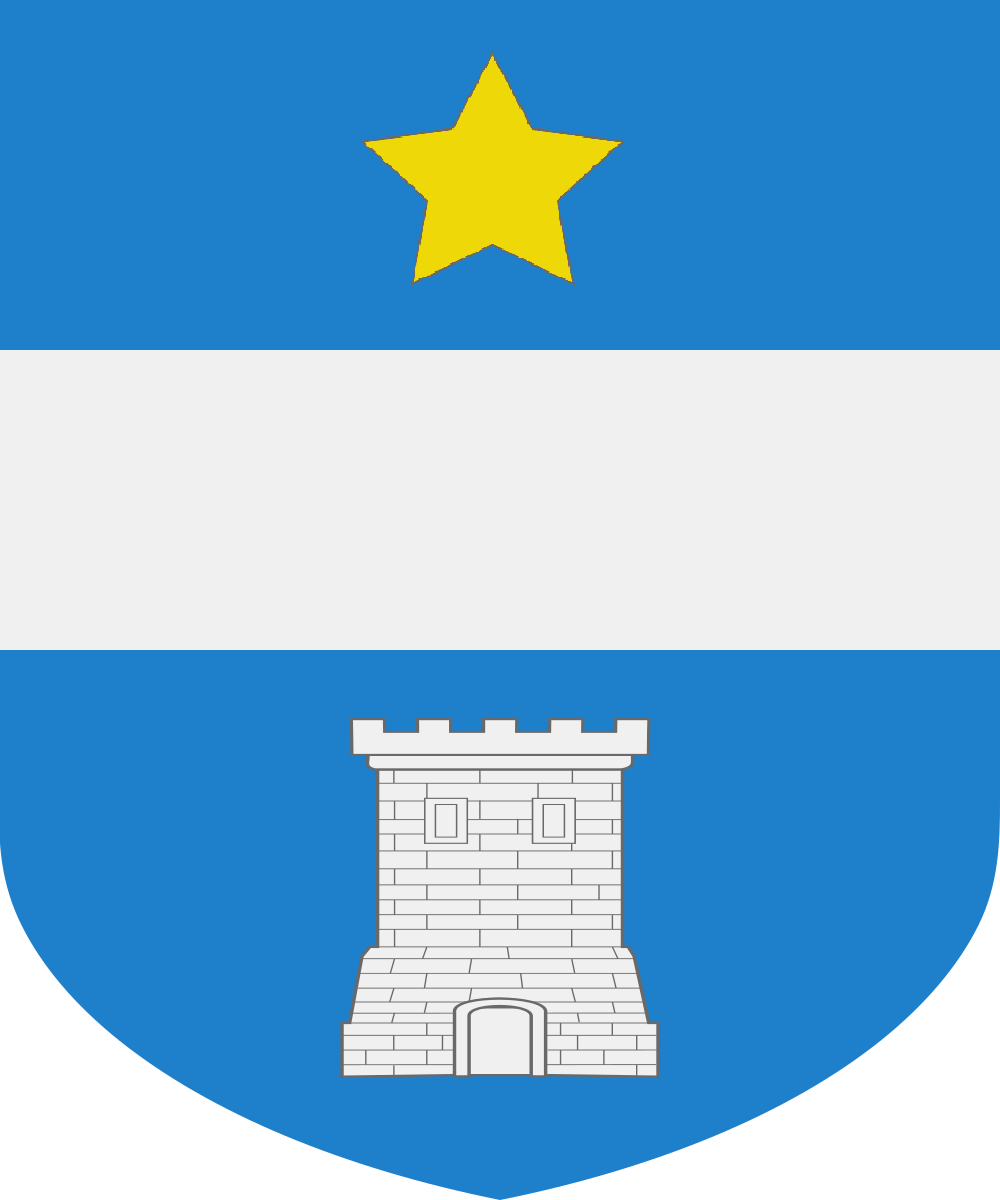
Stemma Toderini

Giambattista Toderini (Venezia, 27 giugno 1728 – Venezia, 4 luglio 1799) è stato un abate, scrittore e filosofo italiano.

## Biografia
Figlio di Domenico Maria e di Anna Maria Cestari, discendeva dai conti palatini Gagliardis dalla Volta.
Letterato, pubblicò nel 1787 la monografia in tre tomi Letteratura Turchesca, tradotta anche in francese, frutto di una lunga permanenza a Costantinopoli. La vasta opera merita di essere ricordata in quanto fu la prima trattazione occidentale di storia della letteratura turca. Tra gli altri scritti, in particolare di erudizione e di filosofia morale, si ricordano la Filosofia frankliniana delle punte preservatrici dal fulmine, particolarmente applicata alle polveriere, alle navi, e a Santa Barbara in mare del 1771 e L'onesto uomo ovvero saggi di morale filosofia dai principii della ragione del 1781.
Toderini è ricordato nel libro I Dogi di Venezia nella vita pubblica e privata di Andrea da Mosto (Giunti Martello ed. 1977):